# Märaskär, Hangö
Märaskär är en ö i Finland. Den ligger i Finska viken eller Skärgårdshavet och i kommunen Hangö i den ekonomiska regionen  Raseborg i landskapet Nyland, i den sydvästra delen av landet. Ön ligger omkring 120 kilometer väster om Helsingfors.
Öns area är 3,1 hektar och dess största längd är 360 meter i nord-sydlig riktning. Ön höjer sig omkring 10 meter över havsytan.